# 阿毗达磨俱舍论
《阿毘达磨俱舍论》（梵語：、藏語：ཆོས་མངོན་པ་མཛོད།），簡稱《俱舍论》，佛教的論書，由印度世亲所著。本论是世親的代表作之一，對說一切有部學說進行整理與改造，被推崇者稱為是佛法知识的宝库、学习佛法的必读之书。

## 题目解釋
“阿毘达摩俱舍”爲音译；“阿毘达摩”初次译作“阿毘昙”，简称“毘昙”。“毘”字亦有异体字“毗”的用例。
其中，“阿毘”（abhi）意译爲“对”；“达摩”（dharma）含义为“法”，阿毘达摩合起来义爲对法、胜法、无比法、大法；“俱舍”（kośa）汉译为“藏”，故阿毘达摩俱舍的汉译爲“对法藏”；而梵文名的bhāṣya或śāstra者，“论”也，故《阿毘达摩俱舍论》全名译成汉文就是《对法藏论》。

## 簡介
《俱舍論》曾二次譯為漢文：
- 陳真諦的『阿毘達磨俱舍釋論』。
- 唐玄奘的『阿毘達磨俱舍論』。

《俱舍论》中关于五蕴、十二处、十八界、三界六道、生死流转及还灭等方面的知识所说最为详细，《發智論》、《六足論》、《大毘婆沙論》等内容亦无不摄尽，因此被誉为“聪明论”、“慧毒门”（如身少破，著少毒药，片刻毒满全身。此论亦尔）。
印順法師認為，《俱舍論》是出入於有部阿毘達磨與經部之間，成為一折中的學派。有部的論師眾賢曾造《順正理論》來破《俱舍論》，對其中經部論師的觀點一 一反駁。

## 內容
相傳阿毘达磨論是舍利弗尊者聽佛所說的筆記，教導如何修持禪定，目前大藏經中記錄世親菩薩造的阿毘达磨俱舍论是三藏法師玄奘大師奉詔翻譯的，它以《雜心論》作為體例範本。先是說一切有部的《阿毘達磨大毘婆沙論》學說總結，攝為八品，再以經量部的觀點，來對它進行討論。對於修學禪定來說，是必讀書。《界品》和《根品》从总体上建立有漏、无漏法，属于总说四谛的性质。《世间品》、《业品》、《随眠品》这三品讲述苦、集二谛，即有漏的生死流转因果。《世间品》讲苦谛的内容，《业品》和《随眠品》讲集谛的内容。世是苦果，业是苦因，烦恼是苦缘。《贤圣品》、《智品》、《定品》这三品讲述灭、道二谛，即无漏的生死还灭因果。《贤圣品》讲灭谛的内容，《智品》和《定品》讲道谛的内容。贤圣是无漏果，智是无漏因，定是无漏缘。

## 軼事
傳說世亲造《俱舍论》破毘婆沙義，遍通部派佛教十八部義，不信大乘。後其兄無著恐其造論破壞大乘，勸其改宗大乘佛教。在無著逝世後，世親廣造大乘論，解釋諸大乘經，宗瑜伽行唯識學派。

## 影響
《俱舍論》由真諦譯成漢文，在中國流傳。受此影響，成立了俱舍宗，是漢傳十三宗之一，被称为“小乘有宗”。此论传至西藏后，诸大德也十分重视，尤其格鲁派将之列为必学的五部大论之一。在藏传佛教正规学制中，《俱舍论》是专攻四年的课程，毕业后方可考取显教格西学位，以难度大而著称。

## 現代研究
據傳統說法，世親造《俱舍論》是為了詮釋《大毘婆沙論》。在日本俱舍宗的研究中，開始認為《俱舍論》的範本是《雜阿毘曇心論》而不是《大毘婆沙論》。至木村泰賢時，比較《俱舍論》與《雜阿毘曇心論》的內容，考證認為《俱舍論》是以《雜阿毘曇心論》為範本，進一步發展而成。如印順等人的研究，也認為《俱舍論》並不是全然肯定《大毘婆沙論》，而是參考經量部的說法與《雜阿毘曇心論》的架構後，對說一切有部的學說進行的重新改造。

## 外部連結
- 試論《俱舍論》在佛教思想史中之價值 （页面存档备份，存于）
- 阿毘达磨俱舍论梵汉对勘
- Translated in french by Louis De La Vallée Poussin. 6 Volumes.
- Abhidharma Kosa Study （页面存档备份，存于）
- 《阿毘达磨俱舍论》 （页面存档备份，存于）